# Монтегю, Ивен
Капитан достопочтенный Ивен Эдвард Сэмюэл Монтегю, CBE, QC, DL, RNR (англ. Ewen Edward Samuel Montagu 19 марта 1901 — 19 июля 1985) — британский судья, офицер военно-морской разведки и писатель.
Получил известность благодаря ведущей роли в организации операции «Мясной фарш», для дезинформации немецких войск, с целью отвлечения внимания от операции «Хаски» — вторжения союзников на Сицилию.

## Биография
Монтегю родился в 1901 году, второй сын Глэдис и Луи Монтегю, 2-го барона Суэйтлинга. У его семьи еврейские корни. Получил образование в Вестминстерской школе. Во время Первой мировой войны был инструктором на авиабазе ВМС США. После войны учился в Тринити-колледже и Гарвардском университете, прежде чем начать адвокатскую практику в 1924 году. Одним из наиболее известных случаев его работы в качестве адвоката была защита Альмы Раттенбери в 1935 году от обвинения в убийстве её мужа на вилле Мадейра в Борнмуте.
Монтегю был заядлым яхтсменом и в 1938 году был зачислен в добровольческий резерв Королевского флота. Благодаря юридическому образованию он был переведен на специализированное обучение. Затем он был направлен в штаб-квартиру Королевского флота в Кингстон-апон-Халл в качестве помощника штабного офицера по разведке. Монтегю служил в отделе военно-морской разведки Британского адмиралтейства.
Вместе с лидером эскадрильи Чарльзом Чамли спланировал операцию «Мясной фарш», крупную операцию по дезинформации. У Монтегю появилась идея подбросить тело якобы британского офицера на побережье Испании с поддельными документами, раскрывающими планы вторжения в Грецию (тогда как истинной целью была Сицилия). Было выбрано место, где прогерманские испанские официальные лица должны были показать документы немецким агентам. Монтегю также изготовил целую фальшивую личность для тела, чтобы в его карманах смогли найти: военный билет, корешки билетов в театр, любовные письма и фотографию невесты, а также счета от портного и ювелира.
Немцы оказались обмануты. Немецкие документы, найденные после войны, показали, что ложная информация дошла до штаб-квартиры Гитлера и привела к перебрасыванию немецких войск в Грецию. Вторжение на Сицилию оказалось успешным. За свою роль в операции «Мясной фарш» Монтегю был удостоен Ордена Британской Империи.
Написал книгу «Человек, которого не было» (1953), в которой рассказал об операции «Мясной фарш», три года спустя книга была экранизирована. Монтегю также написал книгу «Beyond Top Secret Ultra», в которой больше внимания уделяется информационным технологиям и тактике шпионажа, использовавшимся во Второй мировой войне.
Монтегю был президентом Англо-еврейского общества с декабря 1949 года.

## Семья
Младший брат — Айвор Монтегю, кинорежиссёр и коммунист.
В 1923 году Ивен Монтегю женился на Айрис, дочери художника Соломона Джозефа Соломона. У них родился сын Джереми, специалист по музыкальным инструментам и дочь Дженнифер, которая стала историком искусств.

## Комментарии
1. ↑  Лидер эскадрильи (сквадрон-лидер)[англ.] — воинское звание Королевских ВВС, соответствующее майору.